# Chilotilapia rhoadesii
Chilotilapia rhoadesii – gatunek słodkowodnej ryby z rodziny pielęgnicowatych (Cichlidae), jedyny przedstawiciel rodzaju Chilotilapia. Hodowana w akwariach.

## Występowanie
Gatunek endemiczny jeziora Malawi w Afryce.

## Opis
Osiąga w naturze do 30 cm długości, w akwariach mniejsza. Żywi się głównie ślimakami, zwłaszcza z rodzajów Melanoides i Lanistes.
| Zalecane warunki w akwarium | Zalecane warunki w akwarium   |
| --------------------------- | ----------------------------- |
| Zbiornik                    | duży, minimum 150 cm długości |
| Temperatura wody            | 24–27 °C                      |
| Twardość wody               | twarda 8–25°n                 |
| Skala pH                    | 7,3–8,8                       |
| Pokarm                      |                               |